# Альдеа-дель-Обіспо

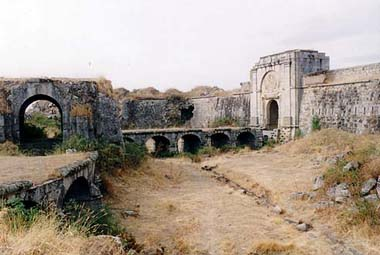
Castle of Real Fuerte de la Concepción.

Альдеа-дель-Обіспо (ісп. Aldea del Obispo) — муніципалітет в Іспанії, у складі автономної спільноти Кастилія-і-Леон, у провінції Саламанка. Населення — 333 особи (2010).

## Географія
Муніципалітет розташований на португальсько-іспанському кордоні.
Муніципалітет розташований на відстані близько 260 км на захід від Мадрида, 100 км на захід від Саламанки.
На території муніципалітету розташовані такі населені пункти: (дані про населення за 2010 рік)
- Альдеа-дель-Обіспо: 259 осіб
- Кастільєхо-де-Дос-Касас: 74 особи

## Демографія
Динаміка населення (INE ):

## Зовнішні посилання
- Провінційна рада Саламанки: індекс муніципалітетів [Архівовано 23 квітня 2009 у Wayback Machine.]
- Посилання на вебсторінку муніципалітету Альдеа-дель-Обіспо